# جون ليزلي إيفانز
جون ليزلي إيفانز هو سياسي كندي، ولد في 12 يوليو 1941. حزبياً، نشط في الحزب الليبرالي الكندي. وقد انتخب عضو مجلس العموم الكندي.